# Androctonus aleksandrplotkini
Espèce
Synonymes
- Buthacus maliensis Lourenço & Qi, 2007

Androctonus aleksandrplotkini est une espèce de scorpions de la famille des Buthidae.

## Distribution
Cette espèce se rencontre en Mauritanie et au Mali,.

## Description
La femelle holotype mesure 58,6 mm.

## Systématique et taxinomie
Buthacus maliensis a été placée en synonymie par Kovařík en 2018.

## Étymologie
Cette espèce est nommée en l'honneur d'Aleksandr Plotkin.

## Publication originale
- Lourenço & Qi, 2007 : « A new species of Androctonus Ehrenberg, 1828 from Mauritania (Scorpiones, Buthidae). » Boletin de la Sociedad Entomológica Aragonesa, no 40, p. 215-219 (texte intégral).